# Rufer-Bewegung
|  | Dieser Artikel wurde aufgrund von akuten inhaltlichen oder formalen Mängeln auf der Qualitätssicherungsseite des Portals Christentum eingetragen. Bitte hilf mit, die Mängel dieses Artikels zu beseitigen, und beteilige dich bitte an der Diskussion. |

Die Rufer-Bewegung (auch Ruferarbeit, Die Rufer - Arbeitskreis für evangelistische Gemeindearbeit) wurde 1949 als missionarische Mannschaftsarbeit gegründet, um vorwiegend junge Leute in nicht-kirchlichen Räumen anzusprechen. Ihre Entstehung ist eng verbunden mit dem Baptistenpastor, Psychotherapeuten und Schriftsteller Wilhard Becker. Aus kleinen Anfängen entwickelte sich eine Bewegung, die über Jahrzehnte sowohl die nach innen als auch die nach außen gerichtete Arbeit des Bundes Evangelisch-Freikirchlicher Gemeinden / Baptisten (BEFG) prägte. Eine Reihe von Impulsen erreichte auch andere Kirchen und Gemeinschaften.

## Geschichte
Die Rufer wurden 1947 als evangelistische Jugendarbeit gegründet. Sie haben ihre Wurzeln in dem Versuch der Baptistengemeinden um Frankfurt am Main, die nach dem Zweiten Weltkrieg darniederliegende Jugendarbeit zu beleben. Gemeindewochen und Jugendzeltlager standen am Anfang im Fokus, dann verstärkte sich der evangelistische Impuls: Neutrale Räume wurden angemietet, auch Versammlungen im Zelt. Es bildete sich ein fester Stamm um Wilhard Becker. Nach der Einsetzung von Becker als Jugendpastor für Niedersachsen 1950 (erst in Northeim, dann in Hannover) wurden neben der Verkündigung von vorne alternative Methoden erarbeitet. Dazu gehörten das Podiumsgespräch, Anspiele, Zeugnisse, evangelistische und seelsorgerliche Gespräche.
Die Evangelisation erforderte eine Jahresmannschaft, die besonders geschult wurde. Neben der Vermittlung von Wissen spielte auch die Seelsorge eine besondere Rolle. Später entwickelte sich die „Rufer-Bruderschaft“; sie bestand unter anderem aus ehemaligen Mitgliedern der Jahresmannschaften. Die Angehörigen der Bruderschaft verpflichteten sich zu regelmäßigem Bibellesen, Gebet, missionarischen Einsätzen etc. und hielten Kontakt über den regelmäßigen „Ruferbrief“. Als Trägerkreis unterstützten sie unterschiedliche Aktionen wie zum Beispiel sogenannte „Ruferwochen“.
Zudem zogen „Rufer-Aufbaumannschaften“ in einige Städte, um neue freikirchliche Gemeinden zu gründen, darunter eine in Brasilien. Weitere Veranstaltungen waren regelmäßige Seelsorge- und Mitarbeiter-Tagungen. Eine eigene Verlagsarbeit begann. Die Rufer beeinflussten auch das Liedgut des BEFG. Sie veröffentlichten eigene Liederhefte, die schnelle Verbreitung fanden. Nachdem Becker den Gemeindedienst als Pastor der Baptistengemeinde Hannover-Walderseestraße 1964 beendet hatte und die Ruferarbeit vollzeitlich leitete, zog die Ruferzentrale in Hannover-Kirchrode vom Greiteweg 7 in ein Anwesen am Bünteweg 13 um.
Die wachsende ökumenische und charismatische Ausrichtung mündete in einen Umzug der Ruferzentrale nach Schloss Craheim in das Lebenszentrum für die Einheit der Christen und der Gründung der Lebensgemeinschaft des ökumenischen Tagungszentrums in Unterfranken (1968–1973). Dort brachten die Rufer schwerpunktmäßig ihre Erfahrungen in den Bereichen Ökumene, Seelsorge, charismatischer Gemeindeaufbau ein. Letztlich führten aber die Spannungen zwischen „Glaubenswerk“und „Wirtschaftsbetrieb“ nach fünf Jahren zu einem Rückzug der Rufer aus Craheim nach Northeim. 1970 wurde unter der Obhut der Ruferarbeit die MS-Dienstgruppe Ebenhausen gegründet, die Seelsorge und praktische Lebenshilfe für MS-Kranke in einer Kurklinik anbot. Das Bedürfnis nach Seelsorge, die über die Fähigkeit eines Einzelnen hinausging, wurde ab 1974 durch die Tagungen „Seelsorge durch die Gruppe“ aufgenommen. Hier flossen die psychologischen und gruppendynamischen Erkenntnisse ein, die sich in der Gesellschaft verbreiteten.
In der Zeit des Aufbruchs und des politischen Umbruchs entstand auf einer der traditionellen Rufer-Ostertagungen 1969 unter Jugendlichen der sogenannte „Heiße Draht“. Der Zugang zu Evangelium und Glaubensleben sollte direkt, spontan, praktisch sein - auch hier war es die Selbstverpflichtung zu Bibellesen, Gebet, Austausch und missionarischem Engagement („Outreach“). Die Zentrale war in Northeim, die Ruferzentrale von dort ins nahegelegene Dorf Hohenstedt umgezogen. Charismatisch ausgerichtete Tagungen „Liebe Leben Lernen“ und die Arbeitsgemeinschaft „Beratung Therapie Seelsorge“ wurden 1980 in Hannover gegründet. Die Frage nach einem festen Wohnsitz bewegte die Rufer (Von der Bewegung zur Behausung?) und führte ab 1979 zu starken Richtungskämpfen nach dem Erwerb der Stauffenburg (1986) am Harz-Südrand. Erst 1987 kamen die Rufer unter der Leitung von Helmut Donsbach wieder in ruhigeres Fahrwasser. Neue Formen des Glaubenslebens wurden ausprobiert: Sommertrainingswochen, Bibeltexte erleben (Bibliodrama), Teen-Trainings, Regionalkreise, Frauentagungen, Arbeitskreise wie „Lebensstil“, „Gesellschaftliche Verantwortung“.

## Einschätzungen und Kritik
Schon bald gab es Einwände seitens der Gemeinden, dass die Rufer, aber auch die Neubekehrten, in der Sprache und Form ihres Glaubenslebens und in ihren Fragestellungen andere Schwerpunkte setzten als die Eingesessenen. Dem versuchten die Rufer entgegenzuarbeiten, indem sie Gemeindeschulungswoche durchführten und die Ortsgemeinden in die Missionsarbeit einbanden. Dennoch gab es zum Teil heftige Kritik gerade aus den freikirchlichen Institutionen. Diese richtete sich gegen ökumenische, später auch charismatische Impulse in und aus der Ruferarbeit. Die Einbeziehung von psychologischen und gruppendynamischen Erkenntnissen und Methoden wurde ebenfalls beargwöhnt. Wegen des Buches „Ganz anders könnte man leben“ (Mitautor Ulrich Schaffer), das nicht im Oncken-Verlag erscheinen durfte, wurde Becker 1986 von der Pastorenliste des BEFG gestrichen.
Die Ruferarbeit „prägte viele spätere Pastoren und Mitarbeiter in den Gemeinden. Denn sie verband verbindliche Nachfolge Jesu mit experimentellen Formen der missionarischen Arbeit und des geistlichen Lebens. Dadurch kamen neben den missionarischen auch charismatische, ökumenische und seelsorgerliche Impulse in die Gemeinden des Bundes und weit darüber hinaus“. „Er [W.Becker] hat sich nie gescheut, neue Wege zu gehen, und hat dadurch viel Bewegung, aber auch manche Diskussion ausgelöst“.